# Корчёвка (Шептицкий район)
Корчёвка (укр. Корчівка) — село в Лопатинской поселковой общине Шептицкого района Львовской области Украины.
Население по переписи 2001 года составляло 75 человек. Занимает площадь 0,196 км². Почтовый индекс — 80224. Телефонный код — 3255.